# Дитяча та підліткова психіатрія
Дитяча психіатрія - це розділ психіатрії, який займається дітьми від народження до повноліття. Він охоплює вивчення, діагностику, лікування та профілактику психічних розладів, ⁣ що вражають молодих людей, і має тісні зв’язки з медициною, психологією розвитку, біологією, соціологією та освітніми науками.

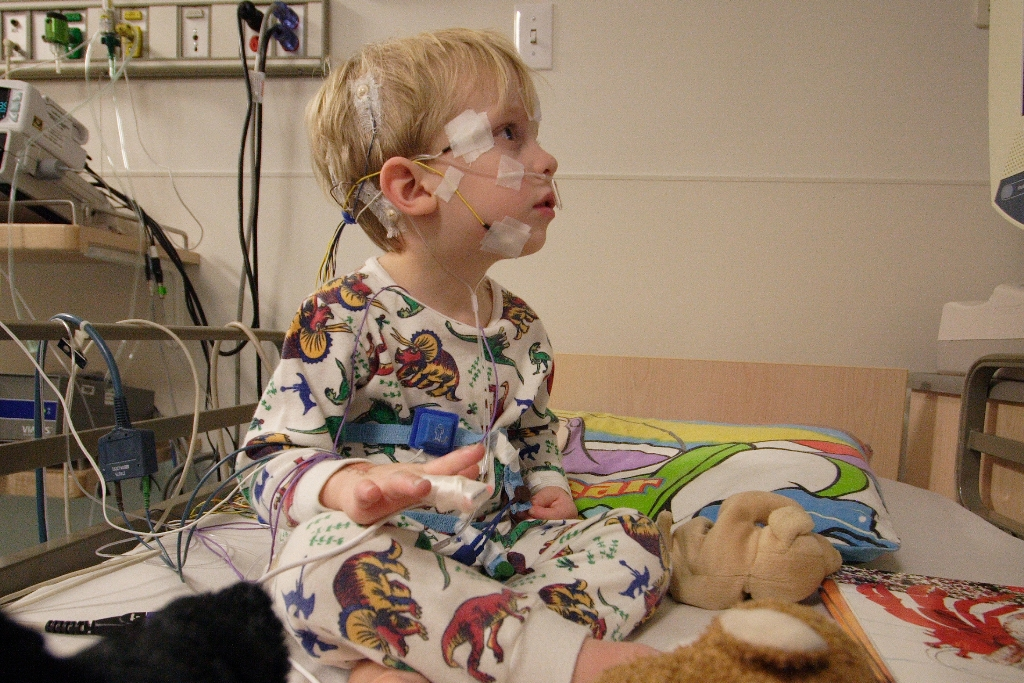

Практики цієї дисципліни називаються дитячими психіатрами.

## Характер дисципліни
Як і психіатрія, це прикордонна дисципліна (медицина, психологія, педагогіка). Однак, це стосується осіб у процесі розвитку та становлення, що ускладнює оцінку значущості клінічних картин, які можуть так швидко змінюватися. Подібно до психіатрії, як галузі медицини, вона не може ігнорувати науково проблематичне існування розуму, психіки.
Як і психіатрія, вона розривається між баченням на користь біології (генетики, нейроанатомії та нейрофізіології, нейропсихології, нейронаук  тощо) та інше, що зосереджується на психіці (процеси навчання, психологічні процеси, емоційність, дитячий психоаналіз). Це дисципліна, спрямована на маленьких дітей, її очевидний об’єкт, а також на батьків, а також на соціальне середовище, включаючи школу.
Дитяча психіатрія, або дитяча психіатрія (також звана підлітковою психіатрією), також відзначається тенденцією до описової класифікації за симптомами, що називається "розлади» (disorder) (обсесивно-компульсивний розлад, гіперактивність і дефіцит уваги, і т.д. ), в основі яких може бути класифікація за типом організації психічних процесів (психотична, невротична організація тощо) Не можна зловживати кореляцією між поведінкою та/або розладами та візуалізацією мозку: те, що проявляється як серйозний розлад, також проявляється як аномалії або особливості функціонування мозку. Одна є копією іншої та не надає жодного підтвердження чи спростування гіпотези. Психіка знаходиться в мозку, як і його розлади; ніщо не є несуттєвим, крім, можливо, питання про значення симптомів і суб'єктивного досвіду.

## Дивіться також
- Міріам Девід
- Рене Дьяткіне
- Франсуаза Дольто
- Серж Лебовичі
- Мішель Суле
- Рене Шпіц
- Ханна Сегал
- Єва Рікар
- Медико-психолого-педагогічний центр

- Мішель Суле прев. Бернар Голс, Історія дитячої психіатрії, Erès, coll. " Життя дитини », 2006ISBN 274920576X
- Didier-Jacques Duché, History of Child Psychiatry, Presses universitaires de France, жовтень 1990 р.ISBN 2-13-043271-9
- Гі Бенуа, Жан-П'єр Кляйн, Сучасна історія дитячої психіатрії, coll. " що я знаю ? », Університетське видавництво Франції, квітень 2000 рISBN 2-13-050523-6
- Бертран Крамер, Бенвенуто Солка, Психоаналітики в дитячій психіатрії, Presses universitaires de France, coll. " Монографії з психіатрії », 2010,ISBN 2130575714
- Pierre Delion, Консультація з дитиною : Психопатологічний підхід від дитини до підлітка, Массон, coll. " Вік життя », 2010,ISBN 2294706730
- Франсуа Ансерме, П'єр Маджісттретті, Кожному свій мозок, Оділь Жакоб, 2004.
- Єва Рікар, Пані-словесниця, NiL, 111 стор. , 2012ISBN 978-2841116423, перевидана в м’якій обкладинці Marabout у 2015 році, 126 стор.ISBN 978-2501095983